# Mirex
El mirex és un insecticida organoclorat que es va comercialitzar durant 16 anys (1962-1978) al sud-est dels Estats Units per controlar la formiga de foc importada. L'ús del mirex es va convertir en polèmica quan es va descobrir que era altament tòxic per a una varietat de crustacis marins, incloent-hi les espècies d'importància comercial de gambes i crancs. A més, el mirex és lipofílic i, per tant, altament bioacumulació. L'Agència Nord-americana de Protecció Ambiental considera aquest producte químic com un contaminant persistent El Conveni d'Estocolm va prohibir la producció i l'ús de diversos contaminants orgànics persistents i el mirex és un dels de la "dotzena bruta". L'Environmental Protection Agency va prohibir el seu ús en 1976.

## Característiques químiques i de degradació
Aquest producte químic és generalment vist com un sòlid cristal·lí blanc, inodor i no es crema fàcilment. El mirex va ser reportat per primera vegada el 1946 però no va ser utilitzat en les formulacions de plaguicides fins al 1955. És un derivat del ciclopentadiè i es va produir mitjançant la dimerització de l'hexaclorociclopentadiè en presència de clorur d'alumini. El mirex no es crema fàcilment, els productes esperats de combustió són el diòxid de carboni, el monòxid de carboni, el clorur d'hidrogen, el clor, i altres espècies d'organoclorats. L'oxidació lenta produeix clordecona, que també és un insecticida prohibit a la majoria del món occidental. La llum del sol degrada mirex en fotomirex, que també pot tenir efectes nocius. Aquest producte químic és altament resistent a la degradació microbiològica. A poc a poc es desclora cap a un derivat de monoclorhidrat no només per l'acció microbiana anaeròbia de fangs de depuradora, sinó també per bacteris entèrics. No obstant això, la degradació per microorganismes del sòl encara no s'ha descrit.